# Ludwig von Pfeiffer
Ludwig Pfeiffer, ab 1844 von Pfeiffer, (* 25. April 1790 in Steinheim an der Murr; † 28. Juli 1854 in Cannstatt) war ein württembergischer Oberamtmann.

## Leben und Beruf
Der Sohn des Pfarrers und nachmaligen Dekans von Kirchheim unter Teck begann seine berufliche  Laufbahn 1809 bis 1810 als Stadtschreiberei-Substitut in Hornberg. Von 1811 bis 1822 war Ludwig Pfeiffer Oberamtsaktuar in Marbach am Neckar und Leonberg. 1822 bis 1824 wechselte er als Oberamtsverweser zum Oberamt Oberndorf, von 1824 bis 1837 war er anschließend dort Oberamtmann. 1837 wurde Pfeiffer Oberamtmann in Nürtingen, dort blieb er bis zu seiner Pensionierung im Jahr 1854. 

## Ehrungen, Nobilitierung
Ludwig von Pfeiffer wurde 1844 mit dem Ritterkreuz des Ordens der württembergischen Krone ausgezeichnet, welches mit dem persönlichen Adelstitel (Nobilitierung) verbunden war.